# Andor Lilienthal
Andor Lilienthal (født 5. maj 1911, død 8. maj 2010) var en ungarsk stormester i skak. I sin lange karriere spillede han mod ti mandlige og kvindelige verdensmestre, iblandt hvilke han besejrede Emanuel Lasker, José Raúl Capablanca, Aljekhin, Max Euwe , Mikhail Botvinnik, Vasilij Smyslov, og Vera Menchik.
Mest kendt er gevinstpartiet fra Hastings 1935 mod José Raúl Capablanca, hvor han med 20. exf6 ofrer sin dronning. Kombinationen er bl.a. kopieret af kommende verdensmester Bobby Fischer i hans parti mod nylig ex-verdensmester Mikhail Tal i Bled 1961 . Partiet havde stor betydning for Fischer, da han aldrig før havde vundet over Tal. Fischer tabte f.eks. 0-4 til Tal i kandidatturneringen i Bled 1959. Da Bobby Fischer i 1992 under hans match mod Boris Spassky så Lilienthal blandt tilskuerne, hilste han med orderne "Pawn e5 takes f6!" . Efter matchen boede Fischer i Ungarn og opbyggede et venskab til Lilienthal – trods Lilienthals jødiske oprindelse.
Lilienthal trænede fra 1951 til 1960 den kommende verdensmester Tigran Petrosjan. Trods Petrosjans gode resultater i perioden som f.eks. deltagelse i kandidattureningerne i 1953, 1956, 1959 og vinder af sovjetmesterskabet i 1959, så er trænerskiftet til åbningsteoretiker Isaak Boleslavskij ofte betegnet som årsagen til Petrosjans erobring af verdensmesterskabet i 1963. Lilienthal skriver i sine erindringer, at han ikke følte, at han havde ydet en ringe indsats. Ingen tvivl om Boleslavskijs evner indenfor åbningsteori, men til gengæld havde Lilienthal den taktiske forståelse, som var blevet nedprioriteret af den tidligere træner Artjil Ebralidse.
Igor Bondarevskij og Lilienthal delte førstepladsen i sovjetmesterskabet i 1940 foran bl.a. Keres, Smyslov, Boleslavskij, Botvinnik og Kotov. Det blev ifølge ChessMetrics  Lilienthals bedste præstation. Bondarevskij er mest kendt for sin elev Boris Spassky, som efterfulgte Tigran Petrosjan, som verdensmester. Smyslov og Botvinnik blev verdensmestre. Keres blev skakkens kronprins pga. flere andenpladser i kandidatturneringer. Aleksandr Kotov vandt senere i 1948 også sovjetmesterskabet og er derudover kendt for sit forfatterskab og sin rolle som kombineret spiller, sekundant og KGB-agent . 
Lilienthal var en hyppig gæst i verdens top-10 fra 1934 til 1941. De bedste skakår blev taget af 2. verdenskrig. Lilienthal er netop ikke placeret blandt alletiders top-100 på ChessMetrics .
Modsat Salo Flohr og Paul Keres blev Lilienthal ikke tvunget til Sovjetunionen efter krigen. Lilienthal rejste til Sovjet allerede i 1935.